# Shungite
La shungite è il nome comune di una roccia a grana fine costituita da una forma metastabile e non cristallina del carbonio. 

## Caratteristiche
La shungite si presenta come un materiale mesoporoso, amorfo, di colore nero, a volte di aspetto vetroso. Le shungiti sono costituite da grani di silicati inglobati in una matrice di carbonio. Nelle shungiti poco metamorfosate sono stati rinvenuti quantitativi non trascurabili di fullereni, principalmente C60. Le shungiti presentano elevate conduttività elettrica, elasticità e resistenza meccanica.

## Origine
L'origine della shungite deriva dal carbone più metamorfizzato mai rinvenuto prima, quello risalente al Proterozoico inferiore.

## Composizione
La shungite ha un contenuto variabile di carbonio. Le shungiti vengono divise in cinque tipi a seconda della quantità di carbonio contenuto in esse:
- I tipo: contenuto in peso del carbonio dal 75 al 98%
- II tipo: contenuto in peso del carbonio dal 35 al 75%
- III tipo: contenuto in peso del carbonio dal 20 al 35%
- IV tipo: contenuto in peso del carbonio dal 10 al 20%
- V tipo: contenuto in peso del carbonio meno del 10%.

## Località di ritrovamento
Genericamente la località principale di rinvenimento è l'area a Nord-Ovest del Lago Onega in Carelia, situata nella Repubblica di Carelia, in Russia. Aree specifiche sono : Shunga, Chebolaksha, Maksovo e Nigozero. Il deposito Zazhoginskoye è situato nei pressi del villaggio Tolvuya, nella penisola Zaonezhskij, (provincia di Medvež'egorskij), che si protende nel Lago Onega. Altri punti di rinvenimento nella penisola Zaonezhskij sono il lago Nigrozero e il villaggio di Mednyje Jamy.
Esemplari di shungiti sono state rinvenute a Kakontwe nella regione di Kipushi nella Provincia dell'Alto Katanga (Repubblica Democratica del Congo). Nelle Shungiti di Kakontwe sono state rinvenute ooliti rassomiglianti a quelle rinvenute nelle Torbaniti a Pila bibractensis, una specie di alga. Sono stati effettuati dei ritrovamenti anche in India.

## Usi
Campioni di shungite od oggetti, come piramidi o sfere, sono comunemente offerti in vendita per numerosi impieghi come protezione da radiazioni o cure mediche. Questi usi, non validati da ricerche scientifiche, generalmente sono proposti da cultori di pseudoscienze.